# Farzana Doctor
Farzana Doctor   (Zàmbia, 16 de desembre de 1970) és una novel·lista i treballadora social canadenca. Ha publicat dues novel·les, i guanyà el Premi Dayne Ogilvie 2011, de la Trust d'Escriptors del Canadà a una emergent escriptora LGBT.
La seua segona novel·la, Six Metres of Pavement també fou guanyadora del guardó del 2012 Lambda Literary Awards en la categoria de Lesbian Fiction.
Nascuda a Zàmbia de pares expatriats de l'Índia musulmans, ella emigrà a Canadà amb la família a principis dels anys 1970.
A més de la seua carrera com a escriptora, Doctor treballa com a psicoterapeuta coordinant sèries de lectures en el barri Brockton Village de Toronto. Coproduí Rewriting The Script: A Loveletter to Our Families, un documental sobre les relacions familiars de comunitats d'immigrants del sud asiàtic i persones LGBT a Toronto.

## Obra

### Llibres
- 2007. Stealing Nasreen Inanna Publications & Education, 200 p. ISBN 0978223306, ISBN 9780978223304

- 2007. Asking the Right Questions 2: Talking with Clients about Sexual Orientation and Gender Identity in Mental Health, Counselling and Addiction Settings. Asking the Right Questions. Amb Angela M. Barbara, Gloria Chaim, ed. revisada, Centre for Addiction & Mental Health, 72 p. ISBN 0888685416, ISBN 9780888685414

- 2011. Six Metres of Pavement[Enllaç no actiu], 340 p. ISBN 1554888298, ISBN 9781554888290

- 2015. All Inclusive, Dundurn Press, 268 p. ISBN 1459731824, ISBN 9781459731820